# Eustache Pilon
Pour les articles homonymes, voir Pilon.
Eustache Adrien Louis Pilon, né à Argences le 16 août 1873 et décédé à Paris le 20 février 1941, est un juriste, professeur de droit et conseiller à la Cour de cassation.

## Biographie
Eustache Pilon fait ses études à la faculté de droit de Caen, il obtient une licence en 1894. Il est docteur en sciences juridiques en 1897 et en sciences économiques l'année suivante. Il est reçu à l’agrégation de 1901.
Il est nommé à la faculté de droit de l'université de Lille en 1902, suppléant de Jules Jacquey sur la chaire de droit civil. Il devient  titulaire de la chaire de droit civil en 1906. Eustache Pilon est nommé doyen en 1907 en remplacement d’Albert Wahl (d). Il reste doyen jusqu'en 1919 bien que mobilisé durant la Première Guerre mondiale.
En 1919, il quitte Lille pour la faculté de droit de Caen dont il est le doyen. De 1923 à 1929, il est professeur à l'université de Paris. Il termine sa carrière comme conseiller à la Cour de cassation.
Il est promu commandeur de la Légion d'honneur en 1939.
Il meurt à Paris, 16 rue Oudinot.
Une rue d'Argences, sa ville natale, porte son nom.

## Publications majeures
- 1897 Essai d'une théorie générale de la représentation dans les obligations, Thèse Faculté de droit Université de Caen, impr. de C. Valin, 370 pages
- 1898 Monopoles communaux : éclairage au gaz et à l'électricité, distribution d'eau et de force motrice, omnibus, tramways, Thèse de droit administratif et de science économique à l'université de Caen, impr. de B. Valin, 269 pages
- 1911 Faculté de droit de l'université de Lille, Revue internationale de l'enseignement, numéro  61, pages 183-188
- 1929 Principes et technique des droits d'enregistrement, Paris : Dalloz, 1929, 759 pages